# 36P/Whipple
36P/Whipple este o cometă periodică din sistemul solar cu o perioadă orbitală de aproximativ 8,5 ani. A fost descoperită de Fred Lawrence Whipple pe 15 octombrie 1933. Aparține familiei de comete cvasi-Hilda.
Se estimează că nucleul cometei are un diametru de 4,5 km.